# Louis Pierre Montbrun
Louis Pierre, Conte Montbrun (1770-1812) a fost un general francez al perioadei revoluținare și napoleoniene. În ciuda unui incident din 1807 (nu s-a prezentat la comanda unității sale din Spania) care i-a afectat cariera, a fost privit de contemporani ca unul dintre cei mai buni comandanți francezi de cavalerie, dovedindu-se extrem de eficient atât la comanda cavaleriei grele, cât și la comanda unităților de cavalerie ușoară, fie că a fost la comanda unor mici unități, fie că a comandat mai multe divizii. Este privit astăzi ca fiind unul dintre tactienii importanți ai cavaleriei războaielor napoleoniene.
1. 1 2  ]][[Categorie:Articole cu legături către elemente fără etichetă în limba română